# 栃木県道11号栃木藤岡線
栃木県道11号栃木藤岡線（とちぎけんどう11ごう とちぎふじおかせん）は、栃木県栃木市を通過する県道（主要地方道）である。

## 概要
栃木市中心部から南下し同市藤岡地域に至る道路。栃木市の起点・万町交番前交差点から河合町交差点までは栃木市のメインストリートである蔵の街大通りに該当する。栃木市大平町川連の川連交差点で4車線の栃木バイパスと接続し、栃木市岩舟町静交差点まで4車線化されている。藤岡大橋から終点までは実質的に市街地を通る県道9号のバイパスの役割をしている。

### 路線データ
- 総延長：19.253 km[1]
- 実延長：18.332 km[2]
- 起点：栃木県栃木市万町（万町交番前交差点 = 栃木県道2号宇都宮栃木線・栃木県道3号宇都宮亀和田栃木線交点）
- 終点：栃木県栃木市藤岡町藤岡（高間交差点 = 栃木県道9号佐野古河線交点）
- 認定：1962年（昭和37年）8月10日
- Googleマップ

## 歴史
- 1962年（昭和37年）8月10日 - 主要地方道として認定。
- 1993年（平成5年）5月11日 - 建設省から、県道栃木藤岡線が栃木藤岡線として主要地方道に指定される[3]。

## 路線状況

### 別名
蔵の街大通り
万町交番前 - 河合町の区間。この区間と連続する県道3号宇都宮亀和田栃木線の大町 - 万町交番前、県道213号栃木停車場線の河合町 - 栃木駅前の区間も同じ愛称を持ち、一本の通りとして認識されている。
富田バイパス
川連交差点から大平・岩舟地域の境までのバイパス区間。
藤岡街道
栃木市側からの俗称。栃木から藤岡までを結ぶ道路であることから。
日光往還・日光例幣使街道
栃木市街地から岩舟町和泉交差点までの区間が該当している。

## 地理

### 通過する自治体
- 栃木市

### 交差する道路

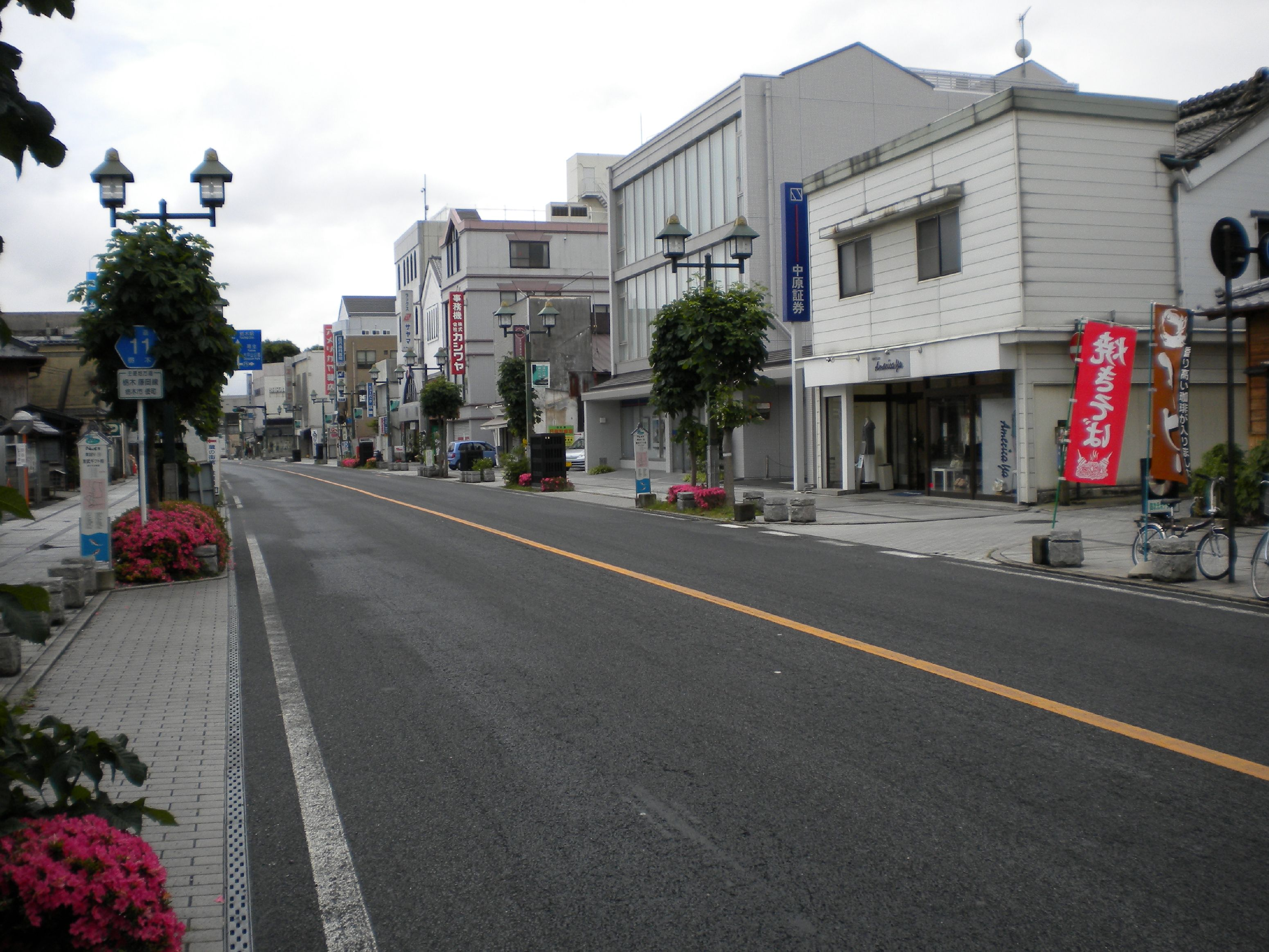
栃木市倭町付近

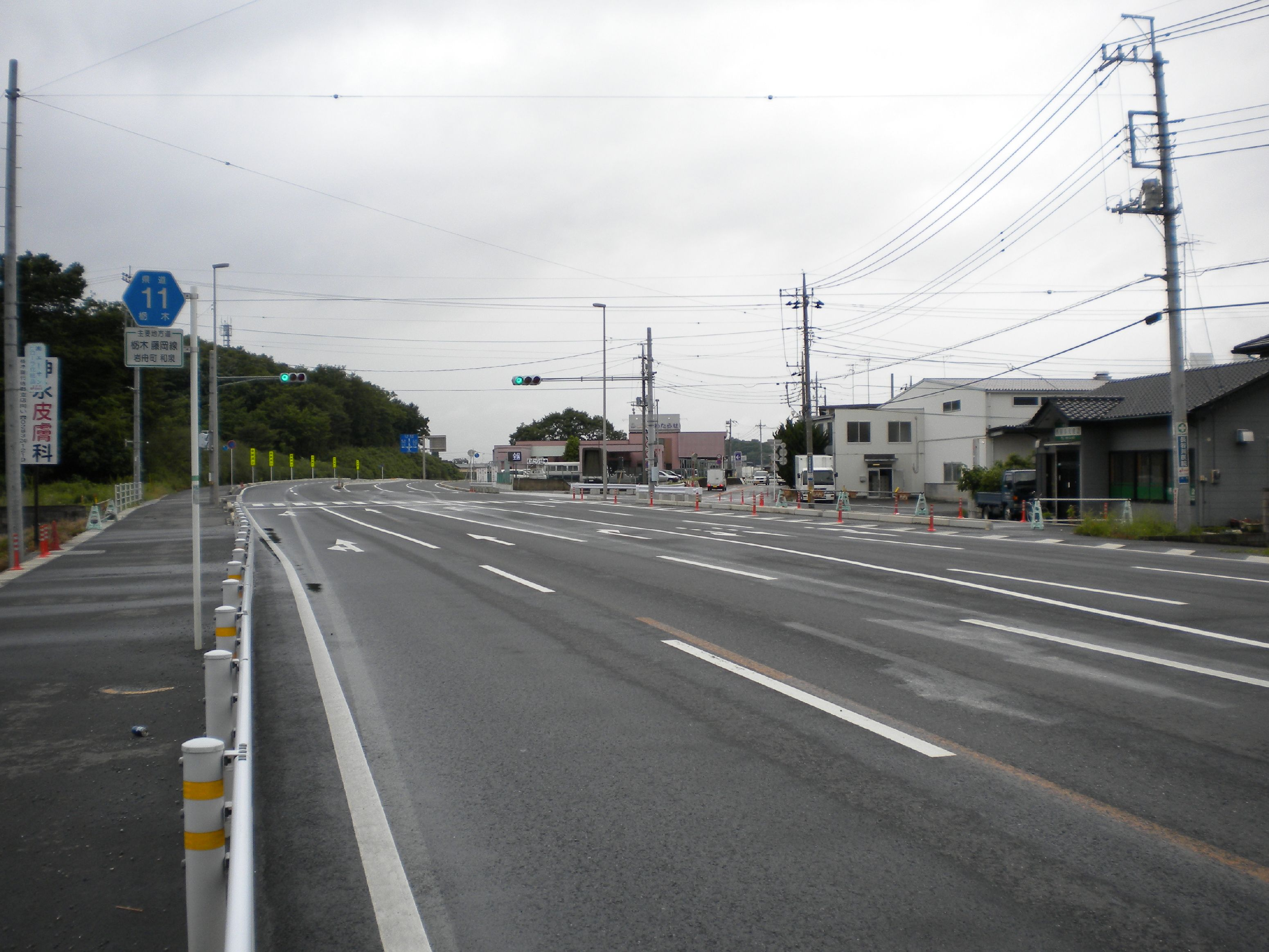
栃木市岩舟町和泉付近

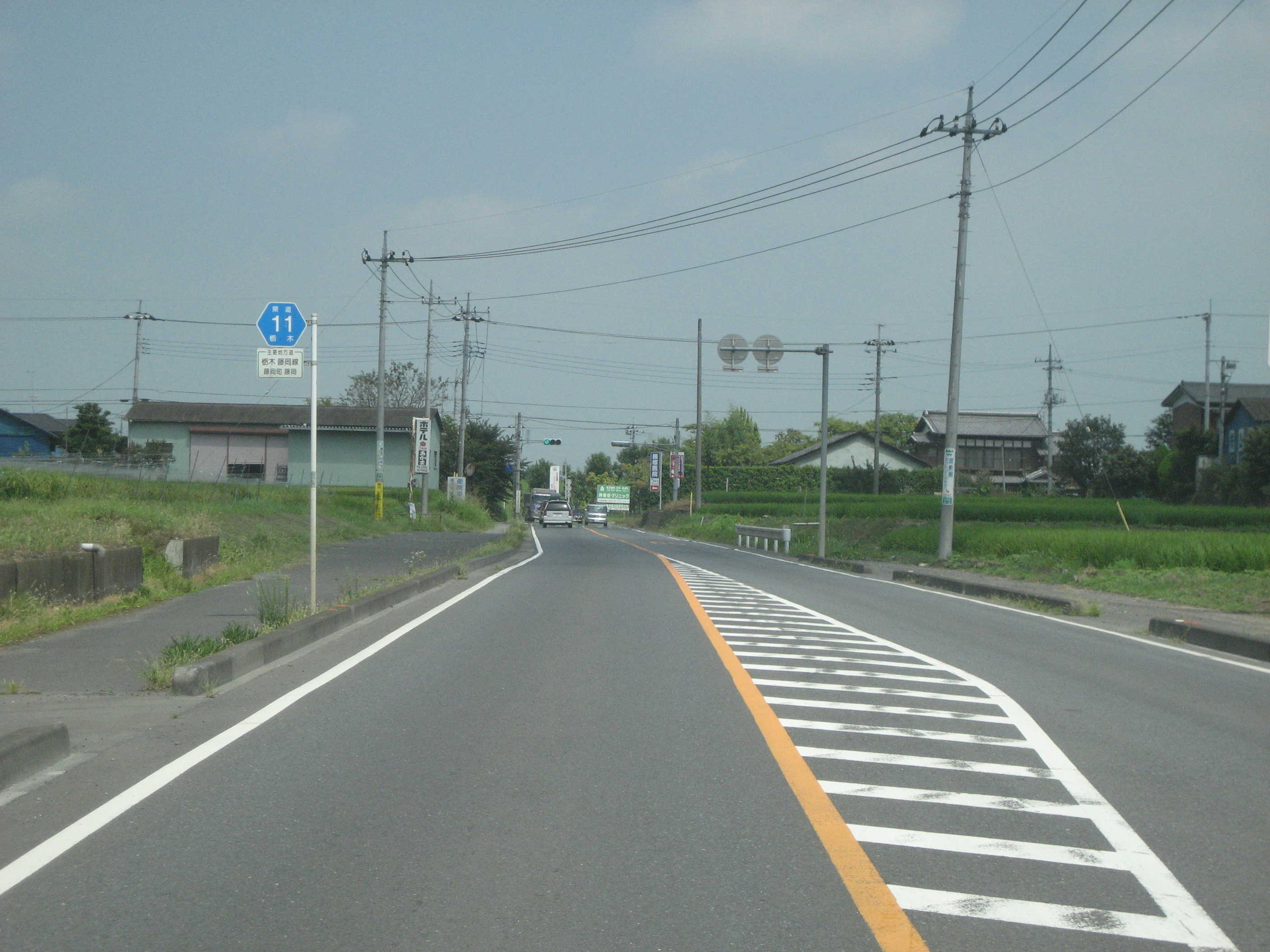
栃木市藤岡町藤岡付近

交差する道路の特記がないものは市道・町道。
| 交差する道路                                 | 交差する道路                                             | 交差点名 | 交差点名         |
| -------------------------------------------- | -------------------------------------------------------- | -------- | ---------------- |
| 栃木県道3号宇都宮亀和田栃木線 鹿沼・日光方面 |                                                          |          |                  |
| 栃木県道32号栃木粕尾線（旧道）               | 栃木県道2号宇都宮栃木線                                  | 栃木市   | 万町交番前       |
| 栃木県道75号栃木佐野線                       |                                                          | 栃木市   | 倭町             |
| -                                            | 栃木県道31号栃木小山線（旧道）                           | 栃木市   | 文化会館入口     |
|                                              | 栃木県道153号南小林栃木線                                | 栃木市   | 室町             |
| -                                            | 栃木県道31号栃木小山線（新道） 栃木県道213号栃木停車場線 | 栃木市   | 河合町           |
| -                                            | 栃木県道252号蛭沼川連線                                  | 栃木市   | 栃木翔南高校入口 |
| 栃木県道309号栃木環状線 （旧道）             | -                                                        | 栃木市   | 川連             |
| 下都賀西部広域農道                           | （旧道）                                                 | 栃木市   | ぶどう団地入口   |
| 栃木県道312号大平下停車場線                  | 栃木県道312号大平下停車場線                              | 栃木市   | JR大平下駅入口   |
|                                              | 栃木県道311号小山大平線                                  | 栃木市   | 大平町役場入口   |
| （旧道）                                     |                                                          | 栃木市   |                  |
| （旧道）                                     | -                                                        | 栃木市   | 大橋             |
| 栃木県道67号桐生岩舟線                       | 栃木県道36号岩舟小山線                                   | 栃木市   | 和泉             |
| 国道50号                                     | 国道50号                                                 | 栃木市   | 静               |
| 栃木県道50号藤岡乙女線                       | 栃木県道50号藤岡乙女線                                   | 栃木市   | 藤岡大橋北       |
| 栃木県道9号佐野古河線                        | -                                                        | 栃木市   | 高間             |
| 栃木県道9号佐野古河線 古河方面               |                                                          |          |                  |